# Mara Rita
Mara Rita Villarroel Oñate (Santiago, 10 de abril de 1991-Santiago, 19 de abril de 2016) fue una escritora, profesora y activista LGTB chilena.

## Biografía
Nacida como Sebastián Villarroel Oñate, vivió en la comuna de Huechuraba junto a su madre y hermanos. Estudió en el Colegio Salesianos de Alameda donde sufrió discriminación por parte de sus compañeros.
En 2009, ingresó a la Universidad de Chile a estudiar Licenciatura en Lengua y Literatura Hispánica, para realizar continuidad de estudios con el programa de Pedagogía en Educación Media. Durante esta época, comenzó su periodo de transición de género, llevándola a postergar sus estudios y a trabajar medio tiempo como cajera en un supermercado Jumbo.
Su cambio de género y nombre fue aprobado por los tribunales chilenos en 2015, pasando a llamarse oficialmente Mara Rita Villarroel Oñate.

### Obra literaria
Mara Rita publicó el 2015 su poemario titulado Trópico Mio en la Facultad de Filosofía y Humanidades de la Universidad de Chile, su alma mater y espacio de exploración durante su proceso de transición. Sobre su publicación, señaló que "doy luces de una hablante lírico transgénero, pero traté de no centrarme sólo en eso, sino en muchos aspectos que nos complican a todos en nuestros procesos de formación de identidad. El libro es una experiencia de formación que no es sólo mía".

### Activismo
Mara desarrolló su activismo en organizaciones como  Asociación Organizando Trans Diversidades (OTD Chile), como vocera y gestora de diferentes actividades, entre ellas la redacción de la revista Le Trans, trabajo que se vio interrumpido por diferencias con la directiva de la organización. Dentro de la Universidad de Chile, participó en el grupo Diversinap (del Instituto de Asuntos Públicos) apoyando diferentes actividades como inducciones con la temática de inclusión y respeto hacia las personas LGTBI, charlas y gestión del TransFest.
Durante varios años participó del Preuniversitario José Carrasco Tapia como docente de Lenguaje, hasta que el 2013 hizo una pausa para realizar su tránsito de género, reincorporándose el 2014 como la profesora Mara, y teniendo a su cargo cerca de 50 alumnos.
Estuvo involucrada en la creación y gestión del Preu Trans U. de Chile, un preuniversitario popular para acoger estudiantes LGBT y prepararlos para rendir la Prueba de Selección Universitaria (PSU). Además de trabajar como profesora de Castellano, se dedicó a compartir su conocimiento y experiencia como mujer trans feminista.   
También contribuyó en la visibilización de las vivencias trans en Chile, como la discriminación, el acceso a la salud pública, el rechazo de las instituciones laborales y otros factores que limitan el tránsito de las personas trans en este país.
Su experiencia fue reflejada en un capítulo del programa de Televisión Nacional de Chile, "Qué pasó con mi curso",, en el documental "En Tránsito" y el cortometraje documental "El Rostro de la Larva".

## Muerte y legado
El 18 de abril de 2016, Mara Rita Villarroel sufrió un accidente cerebrovascular a sus 25 años. Tras ser trasladada al Hospital del Salvador, falleciendo a las 13:00 del 19 de abril. Sus restos fueron velados en la sede de la Federación de Estudiantes de la Universidad de Chile y posteriormente llevados al Cementerio Católico de la comuna de Recoleta. Su funeral contó con la participación de amigos, familiares y activistas LGBT.
Posterior a su muerte, el Preu Trans U. de Chile en que fue profesora pasó a llamarse "Escuela Popular Feminista Profesora Mara Rita", por decisión de sus estudiantes y educadores.
En 2017, el Instituto de Asuntos Públicos de la Universidad de Chile aprobó un decreto, llamado “Decreto Mara Rita”, que establece el derecho de las personas trans a ser tratadas en asuntos internos por su nombre social. El reglamento, impulsado por Diversinap, fue el primer reconocimiento institucional de los estudiantes transgénero y transexuales dentro de la Universidad de Chile.
En esta misma casa de estudios, un año más tarde, en la conmemoración a dos años de su muerte, se organizó un recital poético en su homenaje que se llamó "Mujeres de la Chile leen a Chile". El Auditorio del piso -1 del edificio antiguo de la Facultad de Filosofía y Humanidades de la Universidad lleva su nombre.